# Fáskrúðsfjörður (Fjord)
Der Fáskrúðsfjörður ist ein Fjord im Osten von Island und gehört zu den Ostfjorden.
Vor dem Fjord liegt die Insel Skrúður, die für ihre Vogelkolonien – vor allem Papageitaucher – bekannt ist, und zu der Bootsausflüge angeboten werden.
Weihnachten 1986 sank bei der Insel das Schiff Syneta.
Am Nordufer des Fjordes verläuft der Vattarnesvegur .
Vattarnes heißt die Halbinsel zwischen diesem Fjord und dem nördlich davon liegenden Reyðarfjörður.
Auf der Landspitze erhebt sich der 1957 erbaute orange Leuchtturm Vattarnesviti.
Weiter westlich steht auf dem Gehöft Kolfreyjustaður die 1878 aus Treibholz erbaute Kirche Kolfreyjustaðakirkja mit einem Taufbecken des deutschen Künstlers Wilhelm Bachmann, einem Retabel des dänischen Malers Niels Anker Lund (1840–1922) und mit Wandmalereien von 1957.
Die Kirche wurde 1991 durch einen Sturm zerstört und 1991–1992 originalgetreu wieder aufgebaut.
Das Gehöft ist nach der sagenhaften Trollfrau Kolfreyjabenannt.
Innen im Fjord liegt der Ort Fáskrúðsfjörður, der früher Búdir hieß (deutsch Läden, Geschäfte).
Am Südufer des Fjordes verläuft die Ringstraße  bis zum Kap Hafnarnes.
Auf der Landzunge steht der gelbe Leuchtturm Hafnarnesviti, hier sind Ruinen einer Ortschaft mit zeitweise bis zu 100 Einwohnern zu sehen, die um 1970 verlassen wurde. Bis 2011 stand hier das Franski spítalinn (deutsch französisches Krankenhaus) mit einer bewegten Geschichte. Es wurde zu Beginn des 20. Jahrhunderts im Ort Búdir gebaut.  Als man es dort 1939 nicht mehr brauchte, wurde es zum Kap Hafnarnes gebracht. Von dort trug man es nach langjährigem Leerstand ab und baute es im Ort Fáskrúðsfjörður wieder auf.